# Stubo (Valjevo)
Stubo (Servisch cyrillisch Стубо) is een plaats in de Servische gemeente Valjevo. De plaats telt 282 inwoners (2002).

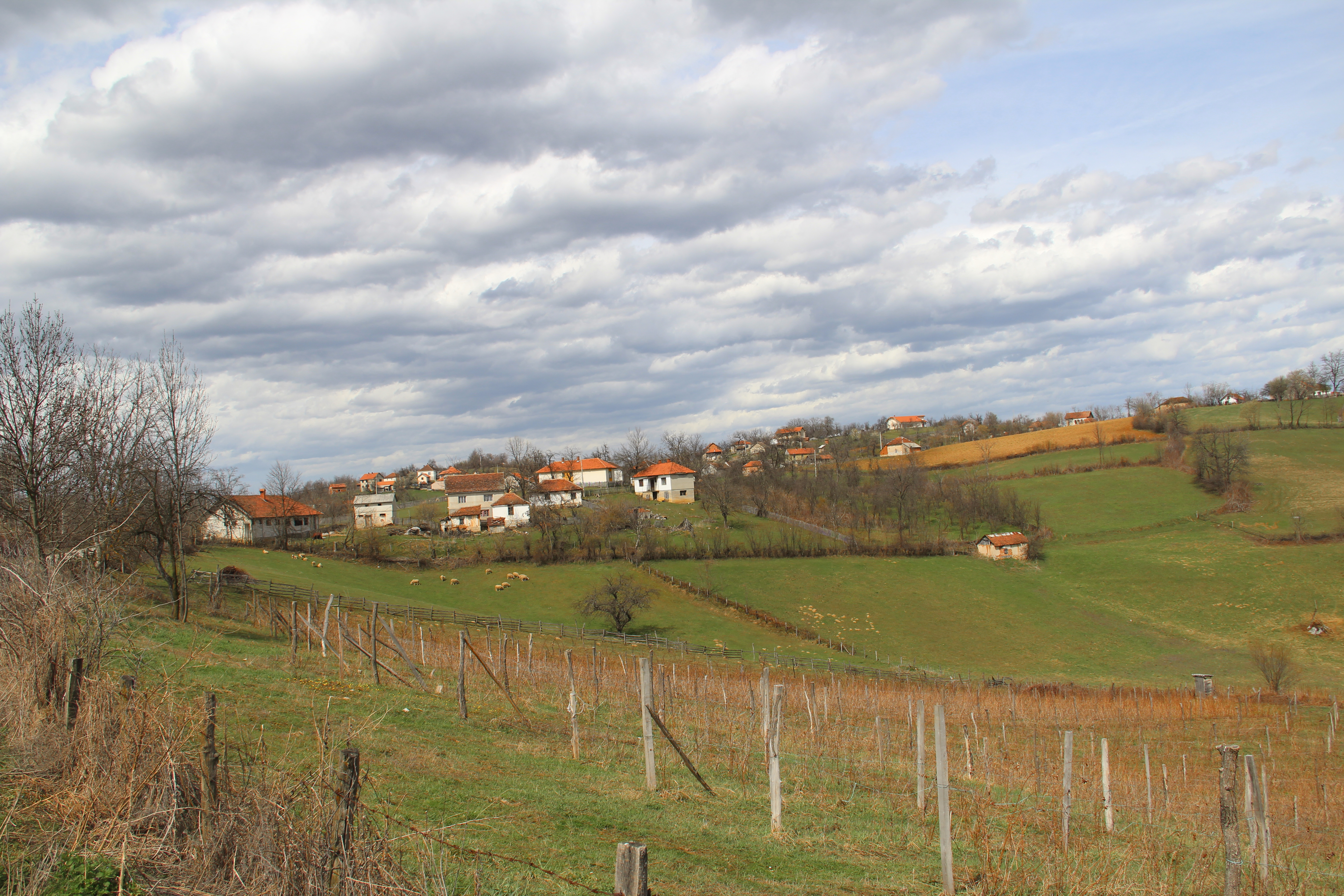
Stubo - Panorama
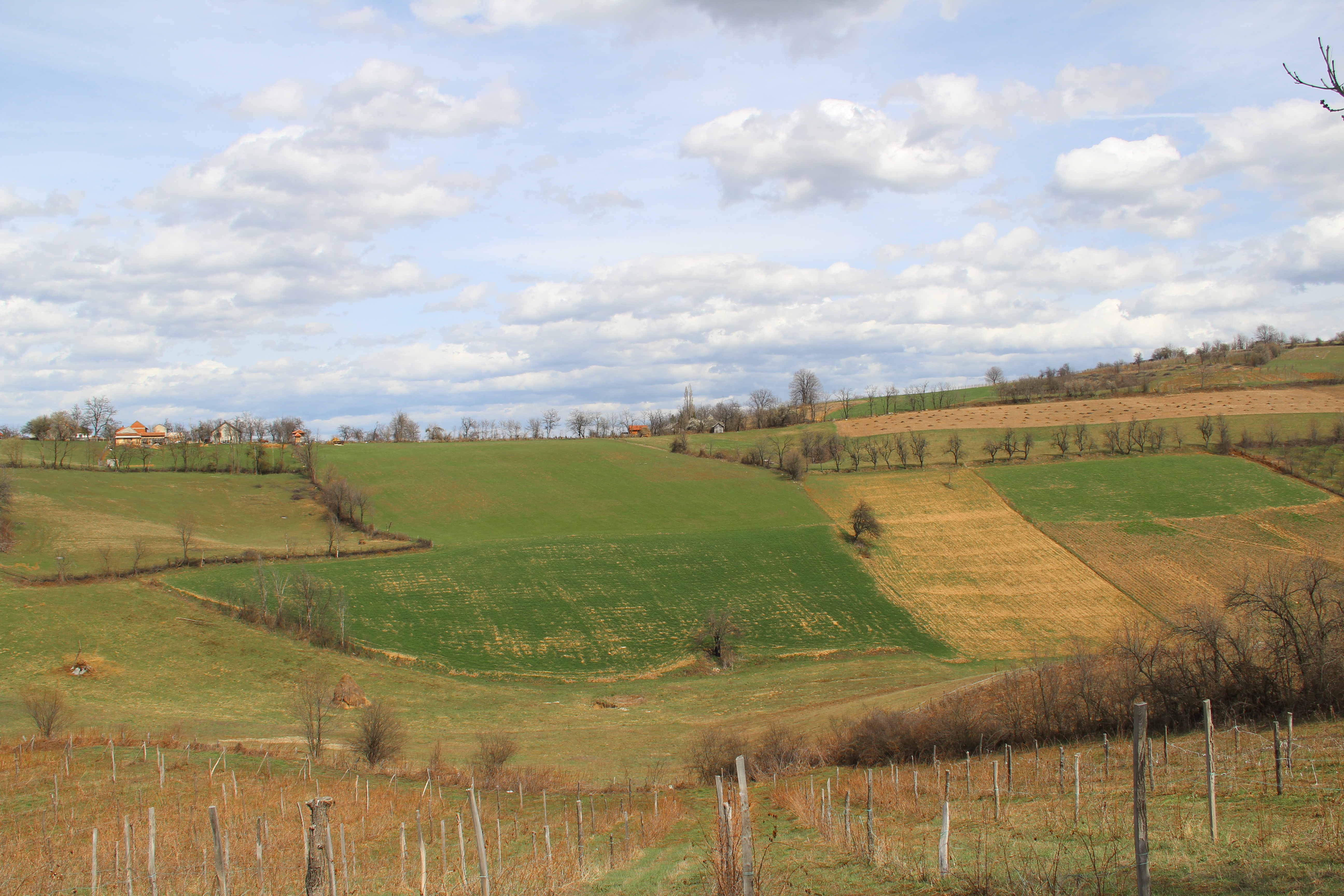
Stubo - Panorama
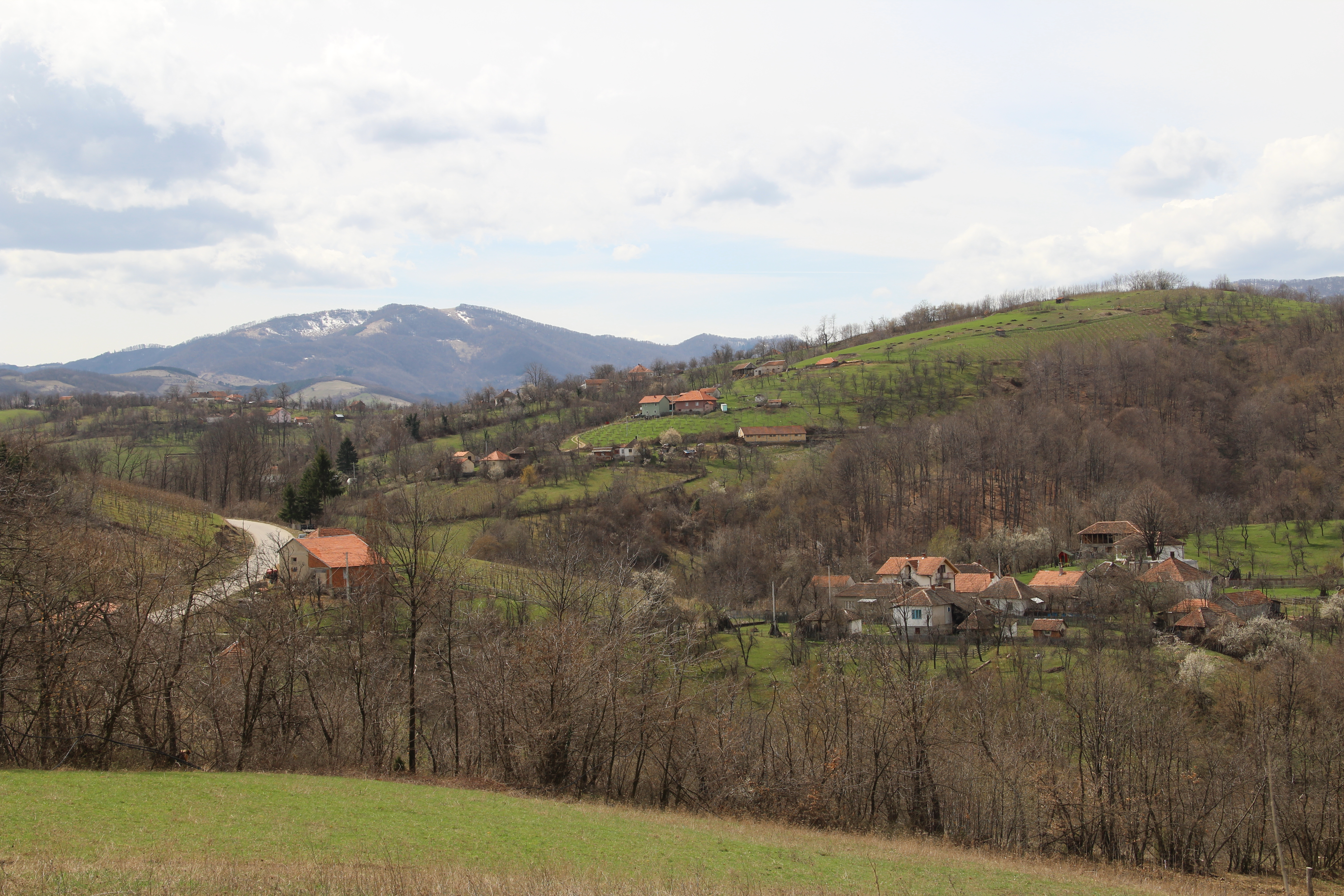
Stubo - Panorama
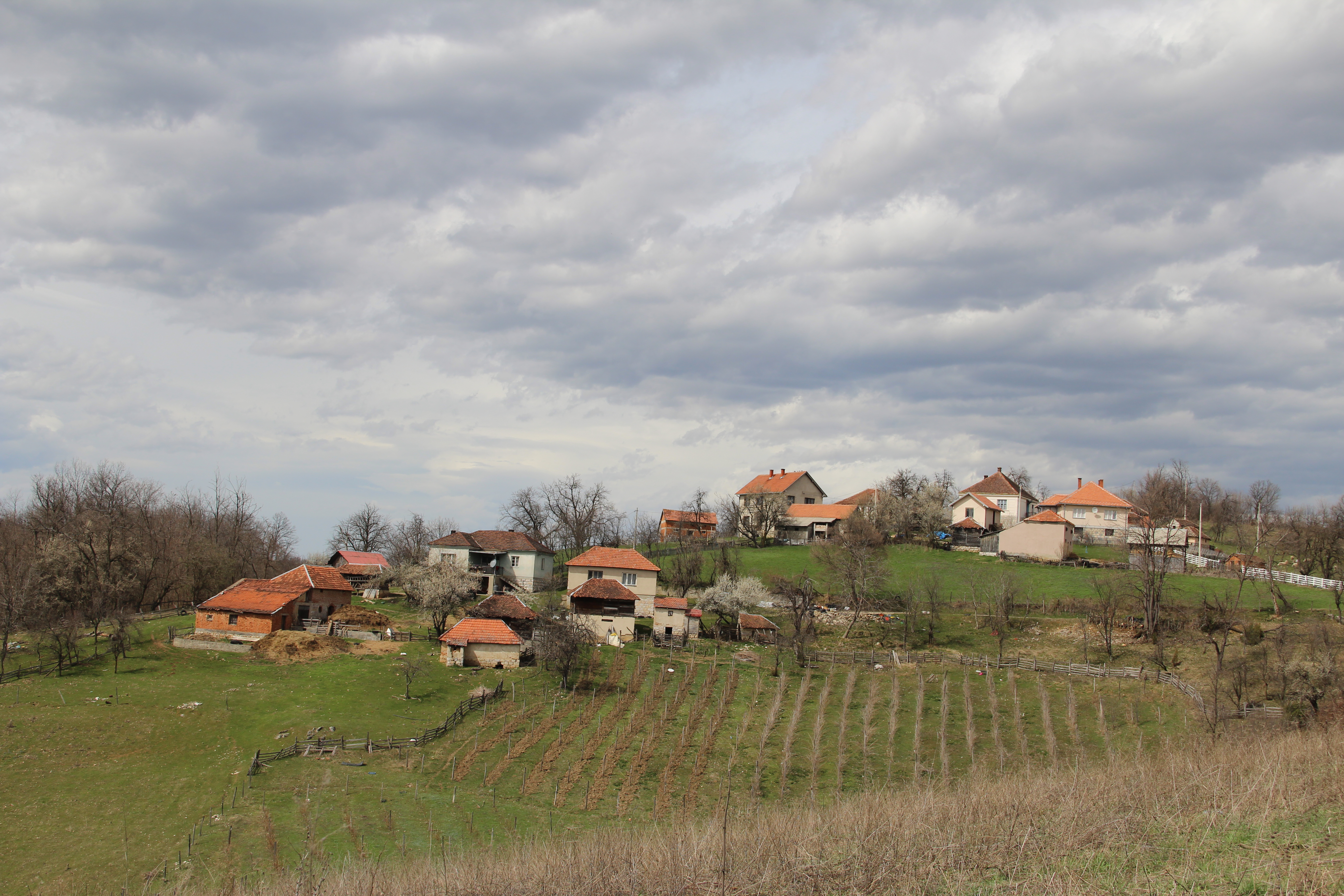
Stubo - Panorama
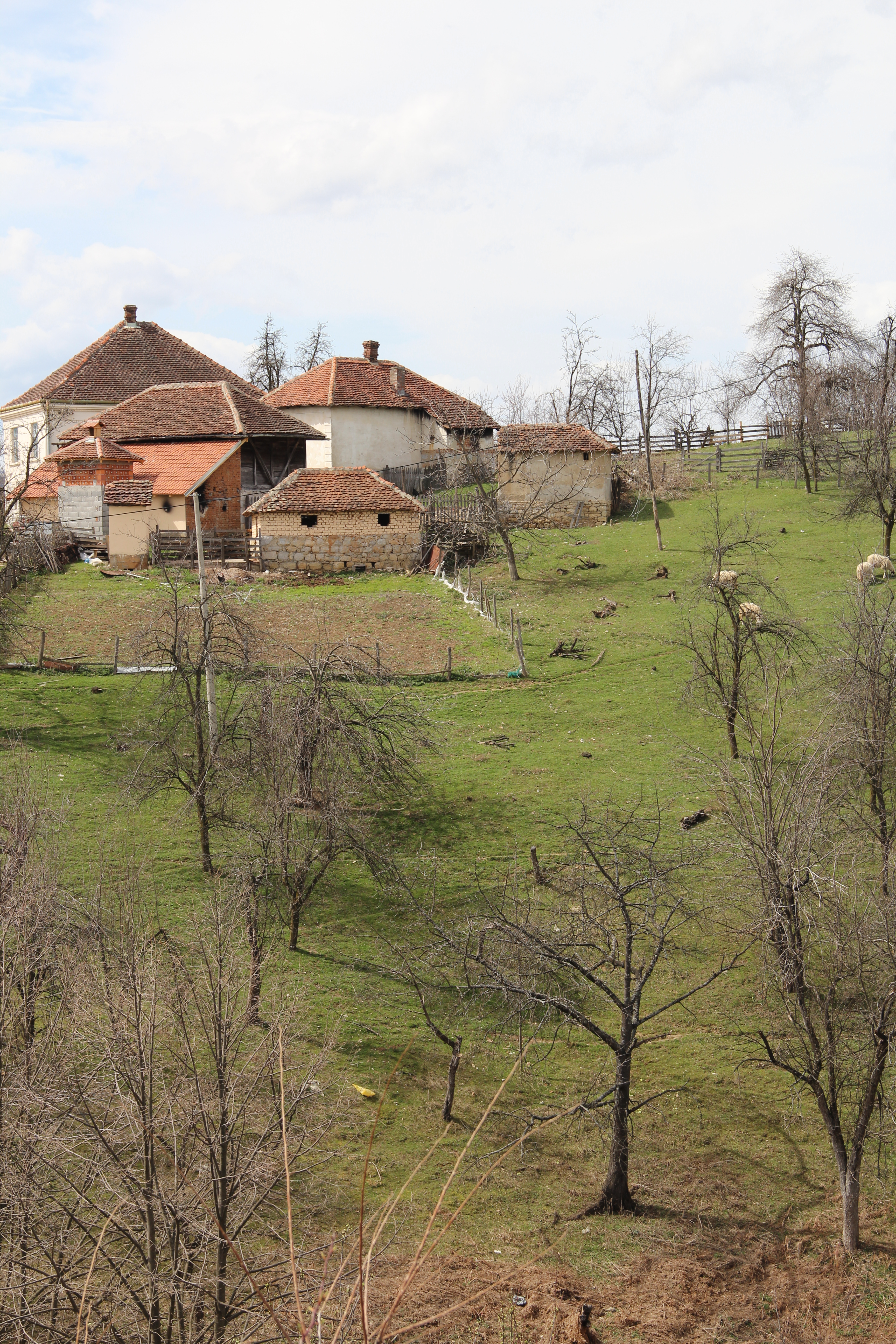
Stubo - Panorama
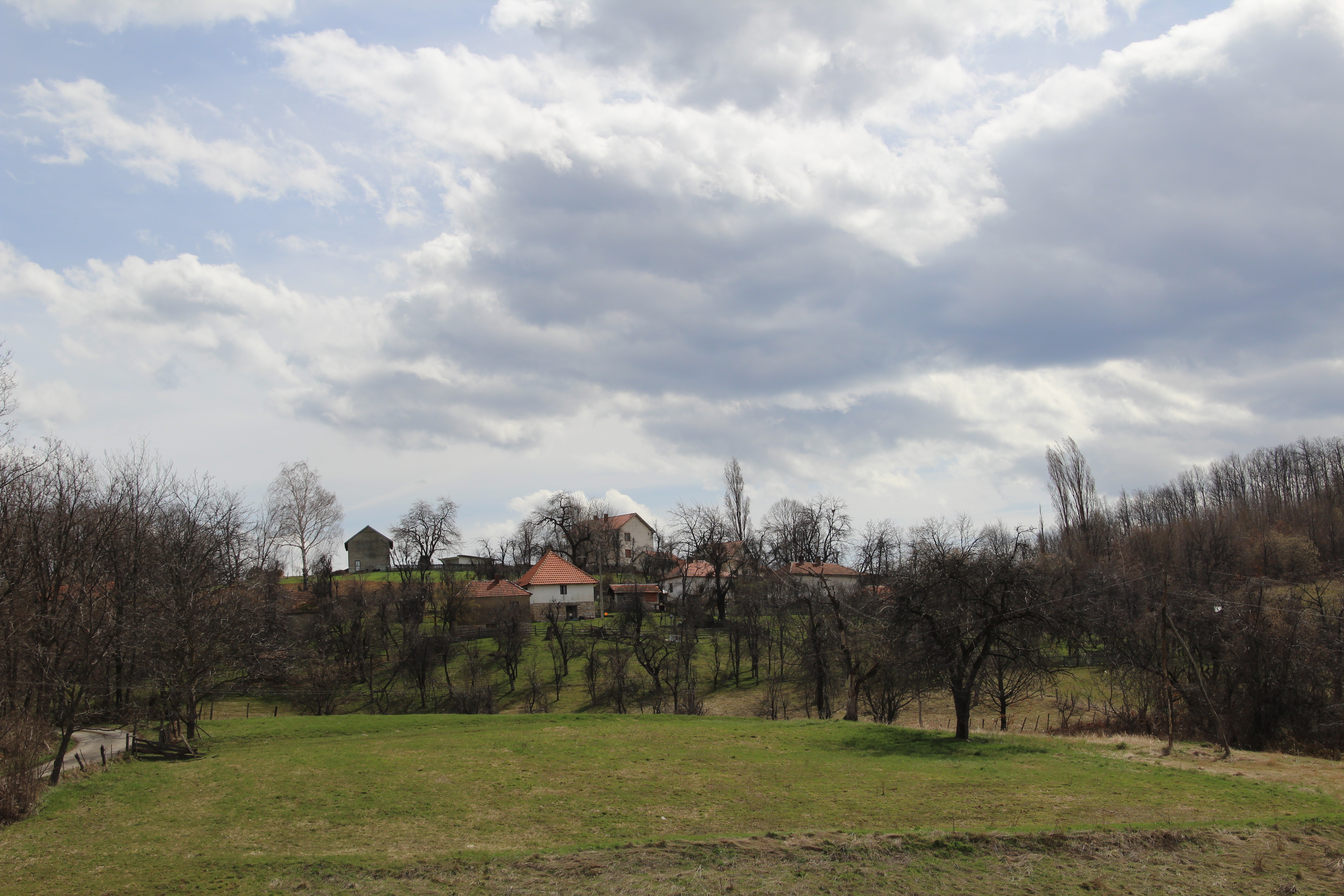
Stubo - Panorama
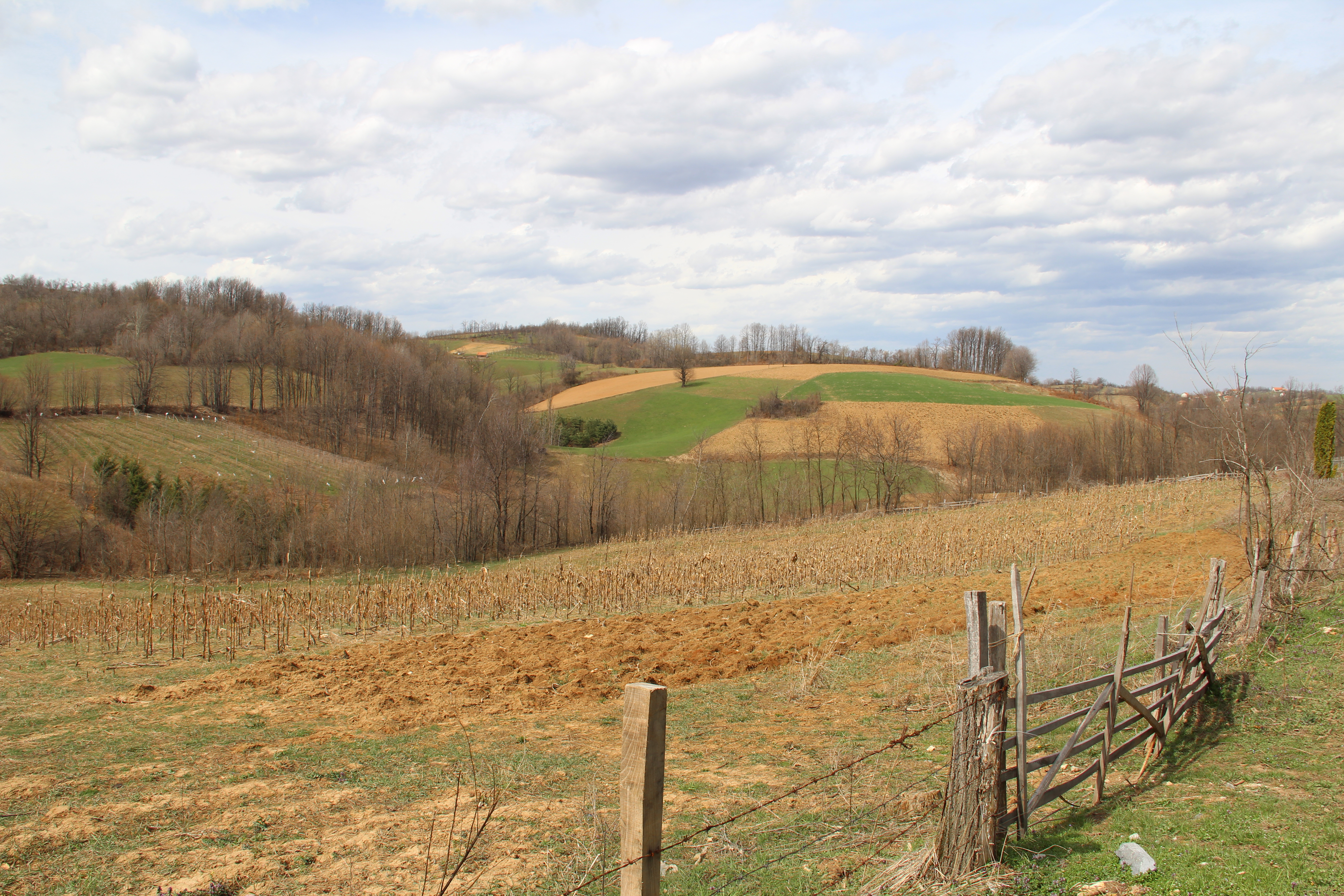
Stubo - Panorama
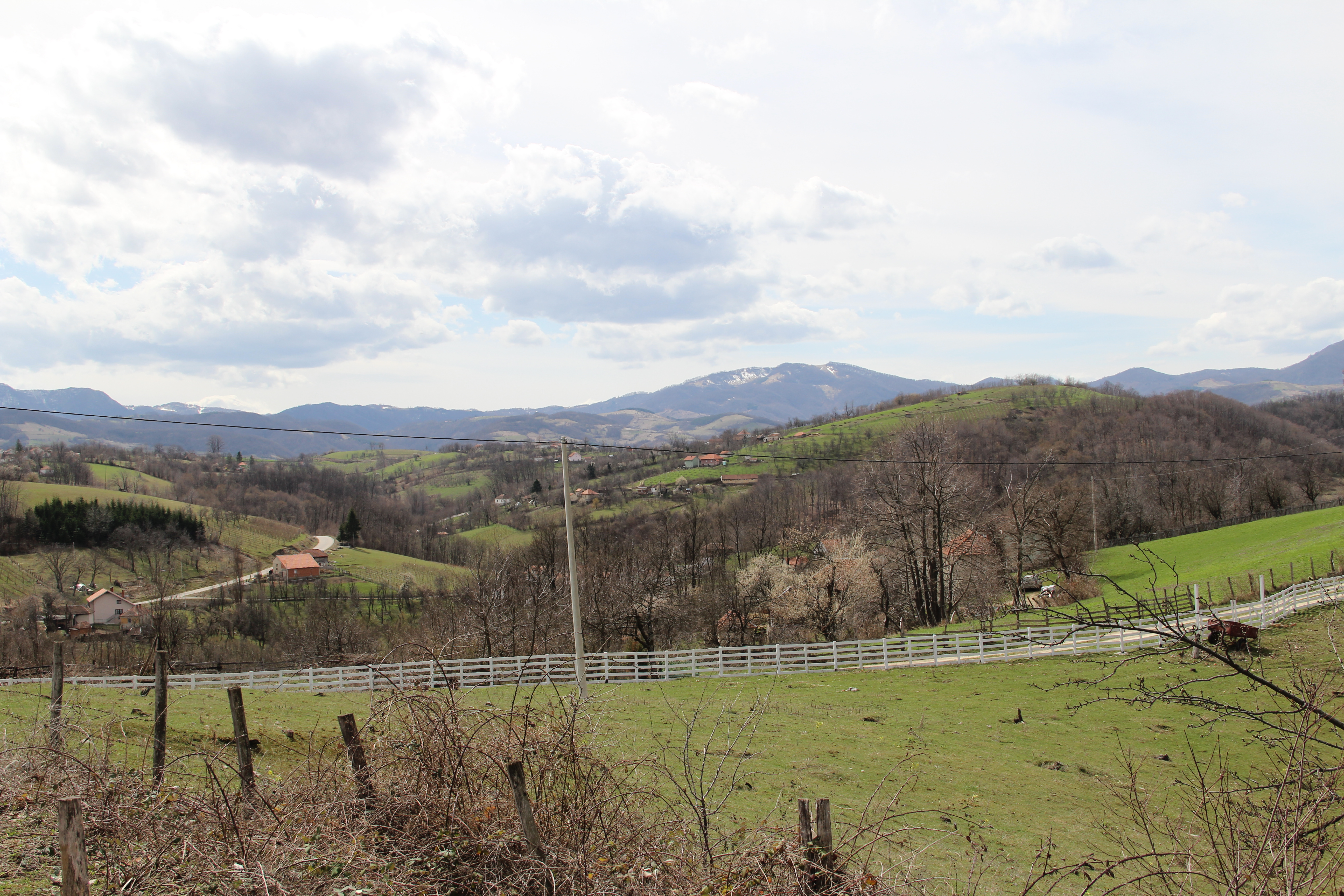
Stubo - Panorama